# Sena de Luna
Sena de Luna  est une commune d'Espagne dans la province de León, communauté autonome de Castille-et-León. Elle s'étend sur 147,71 km2 et comptait environ 402 habitants en 2015.